# Kapotter
Der Kapotter (Aonyx capensis) ist eine in Subsahara-Afrika weit verbreitete Raubtierart aus der Unterfamilie der Otter (Lutrinae).

## Merkmale
Der Kapotter ist nach dem Riesenotter (Pteronura brasiliensis) und dem Seeotter (Enhydra lutris) der drittgrößte Otter der Welt. Dabei sind die Weibchen etwas kleiner als die Männchen. Der Körper erreicht eine Kopf-Rumpf-Länge von durchschnittlich 83 Zentimetern bei den Männchen und 73 Zentimetern bei den Weibchen, der Schwanz der Männchen ist etwa 48 bis 50 Zentimeter lang. Der Körper ist gedrungen und der Schwanz abgestumpft. Die Körperfarbe ist braun, die untere Gesichtshälfte mit den Oberlippen und den Gesichtsseiten, der Nacken, die Kehle und der Bauch sind weiß gefärbt. Auf den Ober- und Unterkiefer befinden sich weiße Sinneshaare (Vibrissen), die Augen und Ohren sind klein.

## Verbreitung und Lebensraum

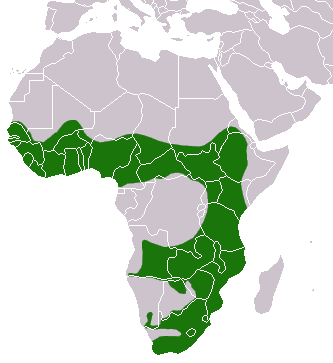
Das Verbreitungsgebiet des Kapotters Aonyx capensis

Der Kapotter ist die am weitesten verbreitete Otterart Afrikas mit einem großen Verbreitungsgebiet südlich der Sahara. Es reicht vom Senegal und Mali über den größten Teil Westafrikas bis zum Sudan und Äthiopien und von hier südwärts bis zum Westkap in Südafrika. Der Kapotter fehlt im Kongobecken, in dem der Kongootter (Aonyx congicus) lebt.
In seinem Verbreitungsgebiet lebt der Kapotter vor allem in Regenwäldern und Sumpfwäldern; in trockeneren Gebieten kommt er entlang von Flüssen und Bäche vor, die an ihren Ufern bewaldet sind, oder mit Schilfgürteln oder Felsbrocken ausgestattet sind. Einige Populationen leben auch an Meeresküsten, aber da sie Süßwasser zum Trinken benötigen, sind auch Küstenpopulationen auf Süßwasserzuflüsse in der Nähe angewiesen. In Seen und Stauseen bevorzugen sie Gebiete mit flachem Wasser. Im südlichen Nigeria leben Kapotter auch in Brackwasserflüssen mit Mangroven an den Ufern.

## Lebensweise
Der Kapotter ist vor allem nachtaktiv, kann in Gebieten, die ungestört vom Menschen sind, aber auch tagsüber aktiv sein. Ruheplätze findet er in Höhlen (auch selbst gegrabene), unter großen Felsen oder Wurzeln oder in dichter Vegetation in der Nähe des Wassers. Die Tiere sind mobil und unternehmen nächtlichen Wanderungen bis zu einer Entfernung von 13 km. In den meisten Fällen sind sie Einzelgänger, es wurden jedoch auch Familiengruppen, bestehend aus einem Weibchen mit seinen Jungen oder Gruppen von Männchen, beobachtet. Kapotter ernähren sich vor allem von Krabben, daneben auch von Fröschen, Insekten und Fischen. An den Küsten werden auch Krebse, Kopffüßer, Muscheln und andere Weichtiere verzehrt. Die Populationsdichte schwankt je nach Nahrungsangebot (vor allem der Krabben) und liegt zwischen 2 und 7 Kapottern pro 10 km Küstenlinie oder Flussufer.
Kapotter vermehren sich das ganze Jahr hindurch, die meisten Geburten erfolgen jedoch am Anfang der Regenzeit. Die Trächtigkeit dauert ca. 63 Tage und die Wurfgröße liegt bei einem bis drei Jungtiere. Sie werden blind aber mit einem dünnen Fell bedeckt geboren. Ihre Augen öffnen sie nach 16 bis 30 Tagen, und die Entwöhnung erfolgt nach 60 Tagen. Die Geschlechtsreife wird im ersten Lebensjahr erreicht.

## Gefährdung
Nach Angaben der IUCN ist der Kapotter durch die zunehmende Erschließung seines Lebensraums durch den Menschen, Entwaldung, Überfischung, Wasserverschmutzung und der Jagd auf Bushmeat potenziell gefährdet (Near Threatened).

## Belege
1. ↑  
Serge Larivière: Aonyx capensis. In: Mammalian Species. Band 671, 2001, S. 1–6 (Volltext [PDF; 214 kB]).
2. 1 2  
Aonyx capensis in der Roten Liste gefährdeter Arten der IUCN 2008. Eingestellt von: M. Hoffmann, 2008. Abgerufen am 28. Dezember 2011.
3. 1 2 3  
Don E. Wilson & Russell A. Mittermeier, 2009, Mustelidae, S. 564–656 in Handbook of the Mammals of the World – Volume 1 Carnivores, Barcelona, Lynx Edicions, 2009, ISBN 978-84-96553-49-1